# Carl-Herman Bussler
Carl-Herman Bussler, folkbokförd Karl-Herman Albert Gerhard Bussler, född 15 november 1918 i Linköping, död 29 juni 1981 i Nyköping, var en svensk direktör. 
Han var son till majoren Karl-Gerhard Bussler och Catharina, ogift Stenbock. Han bedrev studier vid bland annat Administrative Staff College i England, praktiserade i England, blev anställd hos Vacuum Oil Co AB 1938, Vacuum Oil Co Ltd i London 1939, Industrikommissionen i Stockholm 1940, Nordisk Biltjänst AB 1942, direktör i Svenska BP Olje AB 1955 och vice verkställande direktör i Drivmedelcentralen AB från 1966.
Han var styrelseledamot i bland annat Smedsbacken AB, Coal & Oil Trading Co AB, Drivmedelcentralen AB och Svenska BP Service AB. Han deltog i Folke Bernadottes expeditioner till Tyskland 1945 samt tilldelades Norska Röda Korsets och Danska Röda Korsets förtjänsttecken.
Han var från 1942 gift med grevinnan Gunnila Wachtmeister (1923–2016), dotter till hovstallmästaren, greve Nils Wachtmeister och Märtha, ogift De Geer samt omgift med greve Carl Johan Bernadotte. Makarna Bussler fick barnen Louise (1943–1986), Catharina (1946–1946), Madeleine (född 1948) och Fred (född 1951). Carl-Herman Bussler är begravd på Bärbo kyrkogård tillsammans med de två äldsta barnen.